# HD165093
HD165093 — хімічно пекулярна зоря спектрального класу A3, що має видиму зоряну величину в смузі V приблизно  9,3.
Вона  розташована на відстані близько 626,0 світлових років від Сонця.